# Sedum lampusae
Sedum lampusae är en fetbladsväxtart som först beskrevs av Ky., och fick sitt nu gällande namn av Pierre Edmond Boissier. Sedum lampusae ingår i Fetknoppssläktet som ingår i familjen fetbladsväxter. Inga underarter finns listade i Catalogue of Life.